# Buguma
Buguma – miasto w Nigerii, w stanie Rivers.